# Gulp!
Gulp! es el álbum debut del grupo musical de Argentina Patricio Rey y sus Redonditos de Ricota, publicado por el sello Wormo en 1985.

## Historia
Gulp! fue grabado en 1984. La grabación tiene un aire festivo, apoyándose los temas en sólidas melodías de guitarra y saxofón. También cuentan con la colaboración de Lito Vitale en piano, Gonzalo Palacios en saxofón, los coros corrieron por parte de Claudia Puyó, Laura Hatton y María Calzada. Para la presentación del álbum la banda alquilo el Teatro Astros los días 16 y 17 de agosto pero, días antes del concierto, Valeria Lynch agrega fechas a sus shows y la banda queda afuera. Finalmente Gulp! se presentó el 23 de agosto de 1985, en la discoteca Cemento.

## Arte
La portada fue realizada por Rocambole Cohen, artista muy reconocido en La Plata, por haber sido el factótum de La Cofradía de la Flor Solar. Junto a su equipo de trabajo armaron artesanalmente una por una las tapas de la tirada inicial. La lámina interna (que no fue reproducida cuando el disco se reeditó en formato de CD), incluía una nota ficticia, atribuida al COMFER, comunicando "la prohibición para los medios de radiodifusión del cantable titulado «Criminal Mambo»" porque "la letra de dicha pieza musical es de contenido grosero y burdo, además de su carencia de creatividad y sentido artístico, utilizando la obscenidad y el mal gusto como medio de entretener al público".
Rocambole dijo sobre él:

Era el debut y había que presentar a la banda: la tapa tenía que tener impacto. Yo venía trabajando en ilustraciones de rock desde que estaba en la Cofradía. La producción fue muy artesanal porque ése era nuestro modo de vida: vendíamos remeras, cosas de cuero. Yo en esa época estaba haciendo experiencias con chorreaduras abstractas que, además, eran fáciles de reproducir: pasamos un rodillo con tinta de grabado y aplicamos serigrafía con las letras en plasticola de color. No me acuerdo cuántos hicimos: estuvimos una semana armando las tapas, eran brigadas de trabajo, un término que se coló de la izquierda cubana.
Rocambole.

En otra entrevista Rocambole recordó que llegaron a hacer 7 000 álbumes artesanalmente.

## Listado de canciones
- Los arreglos y las canciones han sido debidamente registrados a nombre del dúo Indio Solari y Skay Beilinson

1. «Barbazul versus el amor letal» (04:14)
2. «La bestia pop» (04:03)
3. «Roto y mal parado» (04:31)
4. «Pierre, el vitricida» (01:01)
5. «Unos pocos peligros sensatos» (03:02)
6. «Yo no me caí del cielo» (03:00)
7. «Te voy a atornillar» (03:30)
8. «Superlógico» (03:01)
9. «Ñam fri frufi fali fru» (02:36)
10. «El infierno está encantador esta noche» (04:49)
11. «Criminal Mambo» (04:04)
12. «Pianito - Jam (pista oculta)»  (00:53)

## Créditos
- Voz principal y coros: Indio Solari.
- Guitarra principal y ritmica: Skay Beilinson.
- Guitarra ritmica y principal: Tito Fargo D'Aviero.
- Bajo: Semilla Bucciarelli.
- Saxo: Willy Crook.
- Batería: Piojo Ábalos.
- Saxo alto en «Ñam fi frufi fali fru» y «Unos pocos peligros sensatos»:  Gonzalo Palacios.
- Técnico de grabación: Lito Vitale.
- Alma Mater: La Negra Poli.
- Sintetizadores y piano: Lito Vitale.
- Coros: Claudia Puyó, Laura Hatton y María Calzada.
- Producción: Patricio Rey.
- Cubierta y gráfica interna: Rocambole.[7]